# Administratorzy greckokatoliccy w Kazachstanie
Administratorzy greckokatoliccy w Kazachstanie i Azji Środkowej – administrator obrządku bizantyjsko-ukraińskiego administratury greckokatolickiej w Kazachstanie i Azji Środkowej.

## Administrator

### Administrator apostolski
| Lata urzędowania | Mitrat | Mitrat       | Uwagi |
| ---------------- | ------ | ------------ | ----- |
| od 2019          |        | Vasyl Hovera |       |